# گمینا ماوکینگا گورنا
گمینا ماوکینگا گورنا (به لهستانی:  Gmina Małkinia Górna) یک گمینا در لهستان است که در شهرستان اوستروف مازوویتسکا واقع شده‌است. گمینا ماوکینگا گورنا ۱۳۴٫۰۸ کیلومتر مربع مساحت و ۱۲٬۰۴۸ نفر جمعیت دارد.